# Dorfkirche Biberschlag

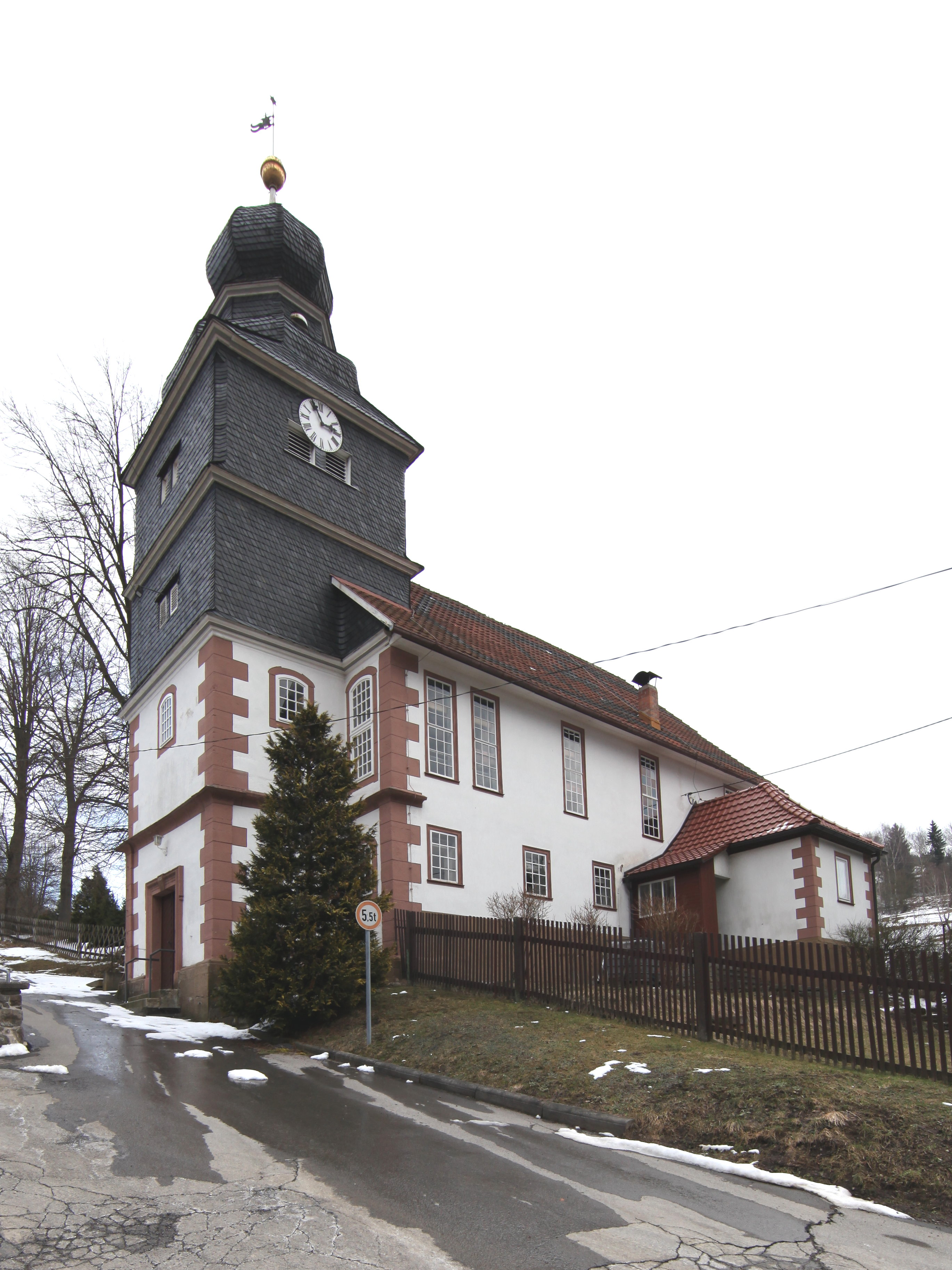
Evangelisch-Lutherische Kirche zu Biberschlag

Die denkmalgeschützte evangelisch-lutherische Dorfkirche Biberschlag steht auf einer kleinen Anhöhe im Ortsteil Biberschlag der Gemeinde Schleusegrund im Landkreis Hildburghausen in Thüringen.
Herzog Ernst der Fromme ließ im Jahre 1662 aus Teilen eines ehemaligen Schlosses eine Kirche erbauen. Sie wurde Ostern 1663 eingeweiht. Bereits 1781 baute die Gemeinde an der Westseite den Kirchturm an, 1819 den Altarraum, die Orgelempore und Sakristei. Das Inventar wie Kanzel, Taufgestell, Kruzifix und Holzpfosten sind im barocken Stil gehalten.
Die Bronzeglocke im Turm stammt aus Coburg und wurde 1740 gegossen. Die zwei anderen Glocken des Geläuts sind aus Stahl und aus dem Jahr 1951.
Der Flügelaltar aus dem 20. Jahrhundert stammt von Friedrich Popp aus Ebersdorf. Auf ihm sind Bilder von Jesus und seinen Jüngern beim Abendmahl und andere christliche Szenen dargestellt.